# Gouvernement Thatcher (2)
Royaume-Uni
Thatcher I Thatcher III
Le gouvernement Thatcher (2) (en anglais : Second Thatcher Ministry) est le quatre-vingt-sixième gouvernement du Royaume-Uni, entre le 11 juin 1983 et le 13 juin 1987, durant la quarante-neuvième législature de la Chambre des communes.

## Historique du mandat
Dirigé par la Première ministre conservatrice sortante Margaret Thatcher, ce gouvernement est constitué et soutenu uniquement par le Parti conservateur (Tory). Seul, il dispose de 397 députés sur 650, soit 61,1 % des sièges de la Chambre des communes.
Il est formé à la suite des élections législatives anticipées du 9 juin 1983.
Il succède donc au gouvernement Thatcher I, constitué et soutenue uniquement par les Tories.
Au cours du scrutin, le Parti conservateur accroît sensiblement la majorité absolue qu'il avait conquise en 1979. En conséquence, la reine Élisabeth II appelle Margaret Thatcher à former un deuxième cabinet.
Si seulement trois nouvelles personnalités intègrent le cabinet à de faibles responsabilités, elle procède à dix changements d'affectation qui voient les postes stratégiques de Chancelier de l'Échiquier, secrétaire d'État des Affaires étrangères et du Commonwealth et secrétaire d'État à l'Intérieur changer de titulaire. En outre, elle décide de fusionner les départements du Commerce et de l'Industrie.
Elle orchestre plusieurs modifications à la composition de son équipe, le plus important remaniement ministériel étant organisé le 2 septembre 1985 avec trois nominations et cinq changements d'affectation.
Au cours des élections législatives anticipées du 11 juin 1987, les conservateurs enregistrent un recul en sièges mais confirment sans difficulté leur majorité absolue. Appelée par la reine, Margaret Thatcher forme deux jours plus tard son troisième gouvernement.

## Composition

### Initiale (11 juin 1983)
- Les nouveaux ministres sont indiqués en gras, ceux ayant changé d'attributions en italique.

| Fonction                                                                 | Titulaire | Titulaire         | Parti |
| ------------------------------------------------------------------------ | --------- | ----------------- | ----- |
| Premier ministre Premier Lord au Trésor Ministre de la Fonction publique |           | Margaret Thatcher | Tory  |
| Vice-Premier ministre Lord Président du Conseil                          |           | William Whitelaw  | Tory  |
| Chancelier de l'Échiquier                                                |           | Nigel Lawson      | Tory  |
| Lord Chancelier                                                          |           | Quintin Hogg      | Tory  |
| Lord du Sceau privé                                                      |           | John Biffen       | Tory  |
| Secrétaire d'État des Affaires étrangères et du Commonwealth             |           | Geoffrey Howe     | Tory  |
| Secrétaire d'État à l'Intérieur                                          |           | Leon Brittan      | Tory  |
| Secrétaire d'État à la Défense                                           |           | Michael Heseltine | Tory  |
| Secrétaire d'État à l'Éducation et à la Science                          |           | Keith Joseph      | Tory  |
| Secrétaire d'État à l'Emploi                                             |           | Norman Tebbit     | Tory  |
| Secrétaire d'État à l'Énergie                                            |           | Peter Walker      | Tory  |
| Secrétaire d'État à l'Environnement                                      |           | Patrick Jenkin    | Tory  |
| Secrétaire d'État à la Santé et à la Sécurité sociale                    |           | Norman Fowler     | Tory  |
| Secrétaire d'État au Commerce et à l'Industrie                           |           | Cecil Parkinson   | Tory  |
| Secrétaire d'État aux Transports                                         |           | Tom King          | Tory  |
| Secrétaire d'État pour l'Écosse                                          |           | George Younger    | Tory  |
| Secrétaire d'État pour le Pays de Galles                                 |           | Nicholas Edwards  | Tory  |
| Secrétaire d'État pour l'Irlande du Nord                                 |           | James Prior       | Tory  |
| Chancelier du duché de Lancastre                                         |           | Francis Cockfield | Tory  |
| Secrétaire en chef du Trésor                                             |           | Peter Rees        | Tory  |
| Ministre de l'Agriculture, de la Pêche et de l'Alimentation              |           | Michael Jopling   | Tory  |
| Whip en chef                                                             |           | John Wakeham      | Tory  |

### Remaniement du11 octobre 1983
- Les nouveaux ministres sont indiqués en gras, ceux ayant changé d'attributions en italique.

| Fonction                                                                 | Titulaire | Titulaire         | Parti |
| ------------------------------------------------------------------------ | --------- | ----------------- | ----- |
| Premier ministre Premier Lord au Trésor Ministre de la Fonction publique |           | Margaret Thatcher | Tory  |
| Vice-Premier ministre Lord Président du Conseil                          |           | William Whitelaw  | Tory  |
| Chancelier de l'Échiquier                                                |           | Nigel Lawson      | Tory  |
| Lord Chancelier                                                          |           | Quintin Hogg      | Tory  |
| Lord du Sceau privé                                                      |           | John Biffen       | Tory  |
| Secrétaire d'État des Affaires étrangères et du Commonwealth             |           | Geoffrey Howe     | Tory  |
| Secrétaire d'État à l'Intérieur                                          |           | Leon Brittan      | Tory  |
| Secrétaire d'État à la Défense                                           |           | Michael Heseltine | Tory  |
| Secrétaire d'État à l'Éducation et à la Science                          |           | Keith Joseph      | Tory  |
| Secrétaire d'État à l'Emploi                                             |           | Tom King          | Tory  |
| Secrétaire d'État à l'Énergie                                            |           | Peter Walker      | Tory  |
| Secrétaire d'État à l'Environnement                                      |           | Patrick Jenkin    | Tory  |
| Secrétaire d'État à la Santé et à la Sécurité sociale                    |           | Norman Fowler     | Tory  |
| Secrétaire d'État au Commerce et à l'Industrie                           |           | Norman Tebbit     | Tory  |
| Secrétaire d'État aux Transports                                         |           | Nicholas Ridley   | Tory  |
| Secrétaire d'État pour l'Écosse                                          |           | George Younger    | Tory  |
| Secrétaire d'État pour le Pays de Galles                                 |           | Nicholas Edwards  | Tory  |
| Secrétaire d'État pour l'Irlande du Nord                                 |           | James Prior       | Tory  |
| Chancelier du duché de Lancastre                                         |           | Francis Cockfield | Tory  |
| Secrétaire en chef du Trésor                                             |           | Peter Rees        | Tory  |
| Ministre de l'Agriculture, de la Pêche et de l'Alimentation              |           | Michael Jopling   | Tory  |
| Whip en chef                                                             |           | John Wakeham      | Tory  |

### Remaniement du11 septembre 1984
- Les nouveaux ministres sont indiqués en gras, ceux ayant changé d'attributions en italique.

| Fonction                                                                 | Titulaire | Titulaire                                      | Parti |
| ------------------------------------------------------------------------ | --------- | ---------------------------------------------- | ----- |
| Premier ministre Premier Lord au Trésor Ministre de la Fonction publique |           | Margaret Thatcher                              | Tory  |
| Vice-Premier ministre Lord Président du Conseil                          |           | William Whitelaw                               | Tory  |
| Chancelier de l'Échiquier                                                |           | Nigel Lawson                                   | Tory  |
| Lord Chancelier                                                          |           | Quintin Hogg                                   | Tory  |
| Lord du Sceau privé                                                      |           | John Biffen                                    | Tory  |
| Secrétaire d'État des Affaires étrangères et du Commonwealth             |           | Geoffrey Howe                                  | Tory  |
| Secrétaire d'État à l'Intérieur                                          |           | Leon Brittan                                   | Tory  |
| Secrétaire d'État à la Défense                                           |           | Michael Heseltine                              | Tory  |
| Secrétaire d'État à l'Éducation et à la Science                          |           | Keith Joseph                                   | Tory  |
| Secrétaire d'État à l'Emploi                                             |           | Tom King                                       | Tory  |
| Secrétaire d'État à l'Énergie                                            |           | Peter Walker                                   | Tory  |
| Secrétaire d'État à l'Environnement                                      |           | Patrick Jenkin                                 | Tory  |
| Secrétaire d'État à la Santé et à la Sécurité sociale                    |           | Norman Fowler                                  | Tory  |
| Secrétaire d'État au Commerce et à l'Industrie                           |           | Norman Tebbit                                  | Tory  |
| Secrétaire d'État aux Transports                                         |           | Nicholas Ridley                                | Tory  |
| Secrétaire d'État pour l'Écosse                                          |           | George Younger                                 | Tory  |
| Secrétaire d'État pour le Pays de Galles                                 |           | Nicholas Edwards                               | Tory  |
| Secrétaire d'État pour l'Irlande du Nord                                 |           | James Prior (jusqu'au 27/09/1984) Douglas Hurd | Tory  |
| Chancelier du duché de Lancastre                                         |           | Grey Ruthven                                   | Tory  |
| Secrétaire en chef du Trésor                                             |           | Peter Rees                                     | Tory  |
| Ministre de l'Agriculture, de la Pêche et de l'Alimentation              |           | Michael Jopling                                | Tory  |
| Whip en chef                                                             |           | John Wakeham                                   | Tory  |
| Ministre sans portefeuille                                               |           | David Young                                    | Tory  |

### Remaniement du2 septembre 1985
- Les nouveaux ministres sont indiqués en gras, ceux ayant changé d'attributions en italique.

| Fonction                                                                 | Titulaire | Titulaire                                              | Parti |
| ------------------------------------------------------------------------ | --------- | ------------------------------------------------------ | ----- |
| Premier ministre Premier Lord au Trésor Ministre de la Fonction publique |           | Margaret Thatcher                                      | Tory  |
| Vice-Premier ministre Lord Président du Conseil                          |           | William Whitelaw                                       | Tory  |
| Chancelier de l'Échiquier                                                |           | Nigel Lawson                                           | Tory  |
| Lord Chancelier                                                          |           | Quintin Hogg                                           | Tory  |
| Lord du Sceau privé                                                      |           | John Biffen                                            | Tory  |
| Secrétaire d'État des Affaires étrangères et du Commonwealth             |           | Geoffrey Howe                                          | Tory  |
| Secrétaire d'État à l'Intérieur                                          |           | Douglas Hurd                                           | Tory  |
| Secrétaire d'État à la Défense                                           |           | Michael Heseltine (jusqu'au 11/01/1986) George Younger | Tory  |
| Secrétaire d'État à l'Éducation et à la Science                          |           | Keith Joseph                                           | Tory  |
| Secrétaire d'État à l'Emploi                                             |           | David Young                                            | Tory  |
| Secrétaire d'État à l'Énergie                                            |           | Peter Walker                                           | Tory  |
| Secrétaire d'État à l'Environnement                                      |           | Kenneth Baker                                          | Tory  |
| Secrétaire d'État à la Santé et à la Sécurité sociale                    |           | Norman Fowler                                          | Tory  |
| Secrétaire d'État au Commerce et à l'Industrie                           |           | Leon Brittan (jusqu'au 24/01/1986) Paul Channon        | Tory  |
| Secrétaire d'État aux Transports                                         |           | Nicholas Ridley                                        | Tory  |
| Secrétaire d'État pour l'Écosse                                          |           | George Younger (jusqu'au 11/01/1986) Malcolm Rifkind   | Tory  |
| Secrétaire d'État pour le Pays de Galles                                 |           | Nicholas Edwards                                       | Tory  |
| Secrétaire d'État pour l'Irlande du Nord                                 |           | Tom King                                               | Tory  |
| Chancelier du duché de Lancastre                                         |           | Norman Tebbit                                          | Tory  |
| Secrétaire en chef du Trésor                                             |           | John MacGregor                                         | Tory  |
| Ministre de l'Agriculture, de la Pêche et de l'Alimentation              |           | Michael Jopling                                        | Tory  |
| Whip en chef                                                             |           | John Wakeham                                           | Tory  |
| Trésorier-payeur général                                                 |           | Kenneth Clarke                                         | Tory  |

### Remaniement du21 mai 1986
- Les nouveaux ministres sont indiqués en gras, ceux ayant changé d'attributions en italique.

| Fonction                                                                 | Titulaire | Titulaire         | Parti |
| ------------------------------------------------------------------------ | --------- | ----------------- | ----- |
| Premier ministre Premier Lord au Trésor Ministre de la Fonction publique |           | Margaret Thatcher | Tory  |
| Vice-Premier ministre Lord Président du Conseil                          |           | William Whitelaw  | Tory  |
| Chancelier de l'Échiquier                                                |           | Nigel Lawson      | Tory  |
| Lord Chancelier                                                          |           | Quintin Hogg      | Tory  |
| Lord du Sceau privé                                                      |           | John Biffen       | Tory  |
| Secrétaire d'État des Affaires étrangères et du Commonwealth             |           | Geoffrey Howe     | Tory  |
| Secrétaire d'État à l'Intérieur                                          |           | Douglas Hurd      | Tory  |
| Secrétaire d'État à la Défense                                           |           | George Younger    | Tory  |
| Secrétaire d'État à l'Éducation et à la Science                          |           | Kenneth Baker     | Tory  |
| Secrétaire d'État à l'Emploi                                             |           | David Young       | Tory  |
| Secrétaire d'État à l'Énergie                                            |           | Peter Walker      | Tory  |
| Secrétaire d'État à l'Environnement                                      |           | Nicholas Ridley   | Tory  |
| Secrétaire d'État à la Santé et à la Sécurité sociale                    |           | Norman Fowler     | Tory  |
| Secrétaire d'État au Commerce et à l'Industrie                           |           | Paul Channon      | Tory  |
| Secrétaire d'État aux Transports                                         |           | John Moore        | Tory  |
| Secrétaire d'État pour l'Écosse                                          |           | Malcolm Rifkind   | Tory  |
| Secrétaire d'État pour le Pays de Galles                                 |           | Nicholas Edwards  | Tory  |
| Secrétaire d'État pour l'Irlande du Nord                                 |           | Tom King          | Tory  |
| Chancelier du duché de Lancastre                                         |           | Norman Tebbit     | Tory  |
| Secrétaire en chef du Trésor                                             |           | John MacGregor    | Tory  |
| Ministre de l'Agriculture, de la Pêche et de l'Alimentation              |           | Michael Jopling   | Tory  |
| Whip en chef                                                             |           | John Wakeham      | Tory  |
| Trésorier-payeur général                                                 |           | Kenneth Clarke    | Tory  |